# María Julia Mantilla
Maria Julia „Maju” Mantilla Garcia (n. 10 iulie 1984, Trujillo, Peru) este un fotomodel peruan. Ea câștigă în anul 2004 titlul Miss World.

## Biografie
Mantilla García a participat ca ocupantă a locului doi în concursul de frumusețe "Miss Peru" și câștigat titlul Miss World în 2004 în "Crown of Beauty Theatre" din Sanya (Hainan, China). După acest succes a lucrat ca model și a moderat diferite emisiuni TV în Peru. Următoarea câștigătoare a titlului Miss World, este Unnur Birna Vilhjálmsdóttir care a participat la concurs ca Miss Island. În octombrie 2010 a candidat din nou pentru titlu concurând cu modele foste deținătoare a titlului ca Denise Perrier (Miss World 1953), Ann Sidney (Miss World 1964), Mary Stävin (Miss World 1977), Agbani Darego (Miss World 2001), Zhang Zilin (Miss World 2007) și Xenia Suchinowa (Miss World 2008), concursul fiind câștigat de americana de 18 ani Alexandria Mills.